# Örkény
Örkény é uma cidade da Hungria, situada no condado de Peste. Tem 36,44 km² de área e sua população em 2019 foi estimada em 4.753 habitantes.